# Mario Yepes
Mario Alberto Yepes Díaz, mais conhecido como Mario Yepes (Cáli, 13 de Janeiro de 1976), é um ex-futebolista colombiano que atuava como zagueiro.   

## Carreira

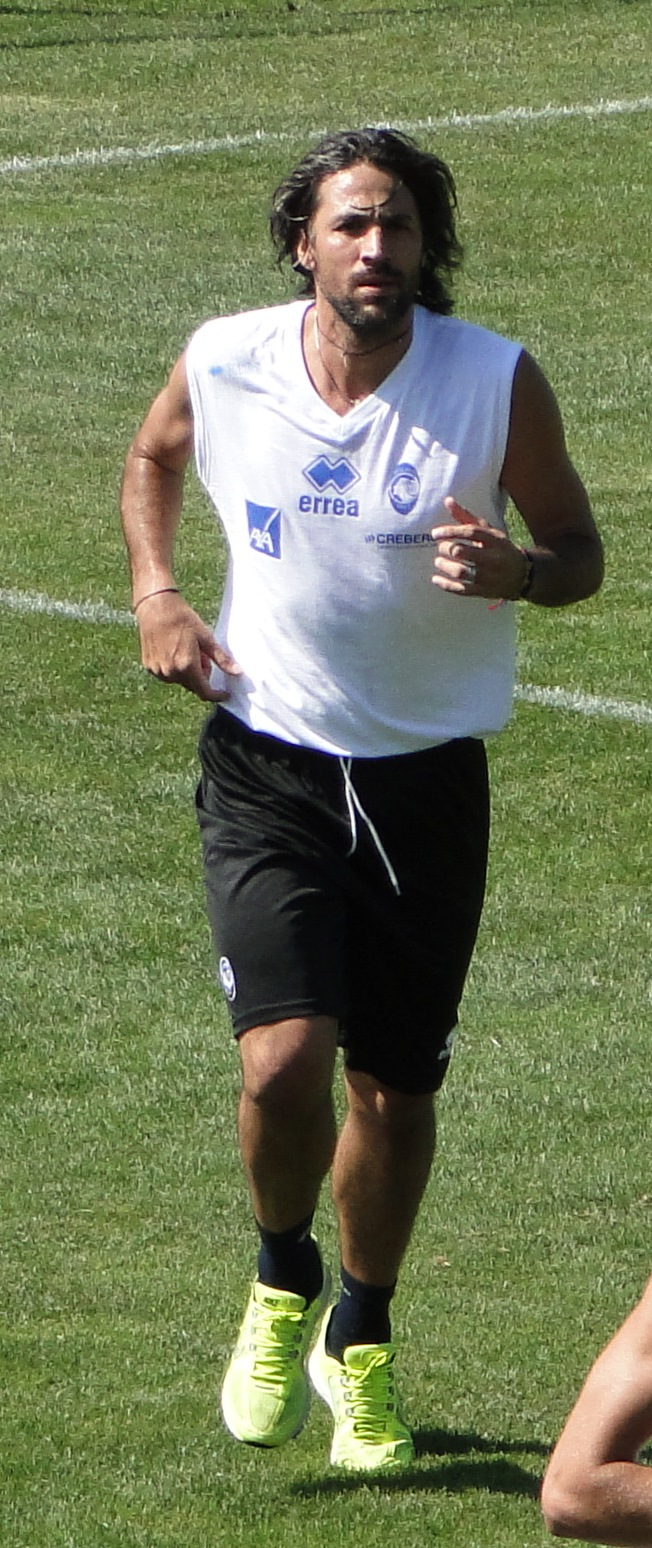
Yepes em 2013.

### Clubes Colombianos
Começou sua carreira no Cortuluá. Depois de boas aparições na equipe, foi contratado por um dos grandes clubes da Colômbia: o Deportivo Cali, onde disputou a final da Copa Libertadores da América de 1999 e cometeu o pênalti que resultou no primeiro gol do Palmeiras, que viria a ser campeão da competição. Com a equipe chega à seleção colombiana e logo em seguida é contratado pelo River Plate, da Argentina.

### River Plate
Nos "Millonarios", consegue o posto de titular e conquista com a seleção o título mais importante de sua história: A Copa América 2001. Com a valorização pelo título, foi para o futebol francês jogar pelo Nantes, onde ganhou o apelido de "El Rey".

### França e Itália
Durante as duas temporadas que jogou no Nantes, foi considerado um dos melhores zagueiros da Liga Francesa. Então, em 2004, foi contratado pelo Paris Saint-Germain, onde se tornou um dos principais jogadores da equipe. Em 2008, depois de quatro temporadas pelo PSG, foi vendido ao Chievo Verona. Depois de duas temporadas sem títulos pelo clube italiano, foi vendido a outro clube da Itália: O Milan, em 2010, para reforçar a zaga do time que sofria com as constantes lesões de seus jogadores. Foi dispensado junto com Mathieu Flamini, Bojan Krkic e Massimo Ambrosini na renovação do time.

### San Lorenzo
Assinou em setembro de 2014 com o San Lorenzo.

## Seleção nacional
Mario Yepes fez sua estreia internacional em 1999 tendo estado no elenco do time campeão da Copa America em 2001. Ele também esteve em outras três edições de 1999, 2007 e 2011.
Yepes fez sua partida de numero 100 pela seleção na segunda rodada da fase de grupos da Copa do Mundo Fifa de 2014, no Brasil contra a Costa do Marfim. Na campanha do mundial ele foi titular e capitão da equipe.

### Treinador
Após pendurar as chuteiras em 2016, no mesmo ano Yepes inicia a carreira de treinador de futebol, no  Deportivo Cali
.

## Títulos
Deportivo Cali
- Campeonato Colombiano de Futebol: 1998, 1999

River Plate
- Campeonato Argentino de Futebol: Apertura 1999
- Campeonato Argentino de Futebol: Clausura 2000

Paris Saint-Germain
- Copa da França: 2006
- Copa da Liga Francesa: 2008

Seleção Colombiana
- Copa América: 2001

Milan
- Campeonato Italiano: 2010-11
- Supercoppa Italiana: 2011
- Trofeo Luigi Berlusconi: 2011